# Нагаур (округ)
Нагаур (англ. Nagaur) — округ в индийском штате Раджастхан. Расположен в центральной части штата. Разделён на 4 подокруга. Административный центр округа — город Нагаур. Согласно всеиндийской переписи 2001 года население округа составляло 2 775 058 человек. Уровень грамотности взрослого населения составлял 57,28 %, что немного ниже среднеиндийского уровня (59,5 %). По верованиям индуистов, на месте округа Нагаур ранее находилось царство, которое, согласно «Махабхарате», было завоёвано Арджуной и преподнесено им в подарок Дроне.